# ビセンテ・トルエバ
ビセンテ・トルエバ・ペレス（Vicente Trueba Pérez、1905年10月16日 - 1986年11月10日）は、スペイン、シエラパンド出身の元自転車競技（ロードレース）選手。

## 来歴
4人兄弟全て自転車競技選手。当人は二男。末弟のフェルミンは、1941年のブエルタ・ア・エスパーニャで山岳賞を獲得した。
1930年
- GP・パスクアス 優勝

1933年
- ツール・ド・フランスで初めて設けられた山岳賞を獲得。総合6位。

1934年
- ツール・ド・フランス 総合10位